# Линолеат свинца(II)
Линолеат свинца(II) — неорганическое соединение,
соль свинца и линолевой кислоты
с формулой Pb(C17H31COO)2,
светло-жёлтое вещество,
не растворяется в воде.

## Получение
- Реакция водного раствора линолеата натрия и растворимой соли свинца:

{\displaystyle {\mathsf {Pb(NO_{3})_{2}+2NaC_{17}H_{31}COO\ {\xrightarrow {}}\ Pb(C_{17}H_{31}COO)_{2}\downarrow +2NaNO_{3}}}}

## Физические свойства
Линолеат свинца(II) образует светло-жёлтое вещество,
не растворимое в воде,
растворяется в растительных маслах, органических растворителях.

## Применение
- Используется в качестве сиккатива.